# Fon luang

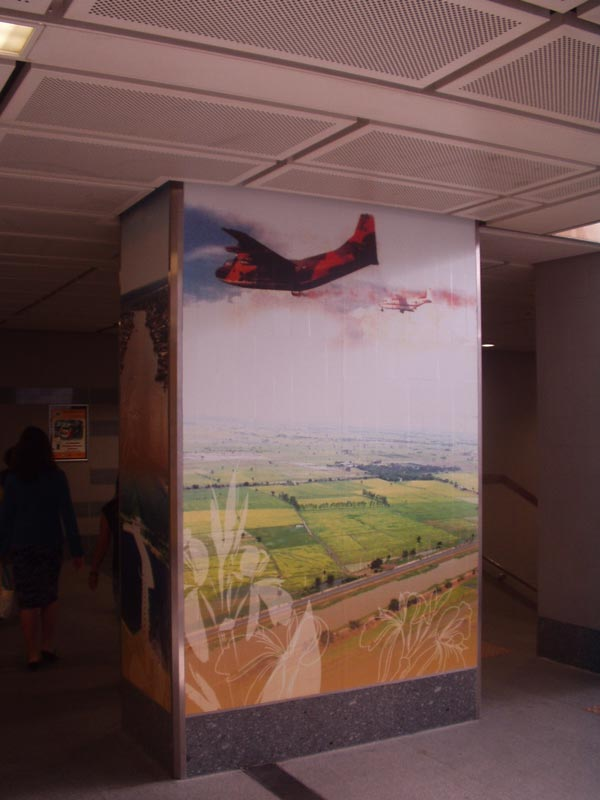
Darstellung des 'fon luang' in der Metrostation Asok in Bangkok

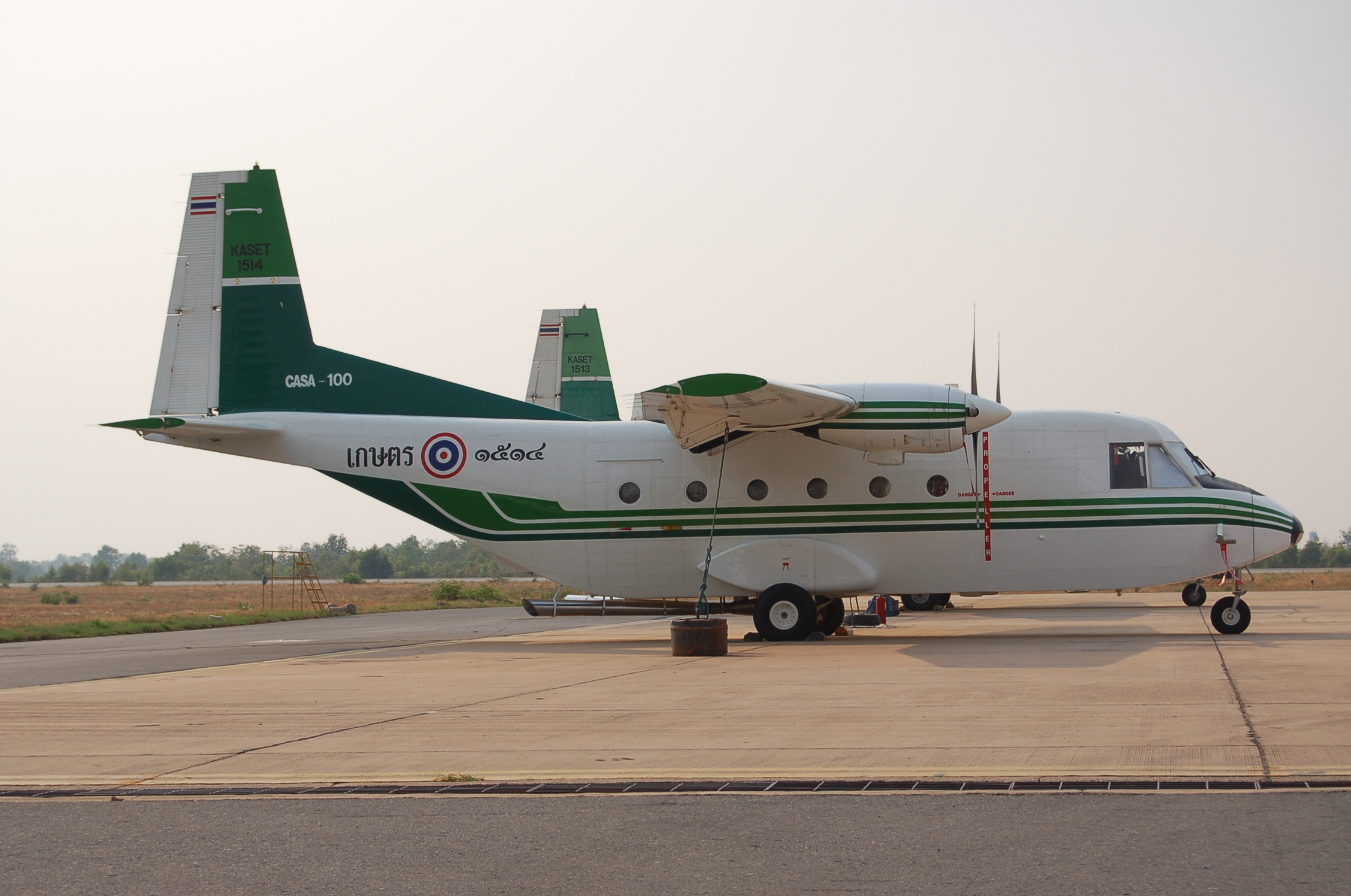
Flugzeug des Projektes am Flughafen Khon Kaen

Fon luang (Thai: ฝนหลวง Aussprache [fǒn lǔaŋ], königlicher Regen) ist die Bezeichnung für den künstlichen Regen in Thailand, bei welchem thailändische Piloten mit Chemikalien und Trockeneis Wolken, die sonst weiter ziehen würden, zum Regnen bringen, und somit Dürreperioden verhindern.

## Geschichte
Im Jahre 1956, während einer Reise in den Isan, der Nordostregion Thailands, welcher von Dürre geplagt war, stellte König Bhumibol Adulyadej von Thailand (Rama IX.) fest, dass am Himmel zwar Wolken vorhanden waren, diese aber nicht abregneten.
In den folgenden Jahren finanzierte der König ein Projekt, welches zum Ziel hatte, diese Wolken zum Abregnen zu zwingen. Unter seiner Leitung wurde eine (nicht-giftige) Chemikalie entwickelt, welche die Wolken zum Regnen bringen sollte.
13 Jahre später, 1969, wurde am 1. Juni im Distrikt Pak Chong in der Provinz Nakhon Ratchasima zum ersten Mal erfolgreich künstlicher Regen erzeugt. Auf Wunsch des Königs wurde dieser künstliche Regen seit 1972 bis heute in den von Dürre bedrohten Agrargebieten Thailands eingesetzt und auch an andere interessierte Nachbarstaaten weitergegeben.

### Patentierung
Am 15. bzw. 17. September 2003 wurden beim United States Patent and Trademark Office und beim Europäischen Patentamt im Namen des Königs Patente zur Wettermodifizierung durch königliche Regenerzeugungstechnologie angemeldet. Am 12. Oktober 2005 erteilte das Europäische Patentamt das entsprechende Patent Nr. EP 1 491 088, das für 31 europäische Staaten galt (alle zum Zeitpunkt der Anmeldung möglichen Vertrags- und Erstreckungsstaaten). Die Erteilung eines US-Patents wurde erstmals am 4. März 2008 abgelehnt, da die genannten Elemente des Verfahrens allesamt Stand der Technik seien und ihre Kombination offensichtlich. Eine dagegen zunächst am 9. November 2012 eingelegte Beschwerde wurde nicht mehr begründet. Der US-Patentantrag gilt daher mit Wirkung vom 10. Juli 2013 als zurückgezogen. Etwa gleichzeitig wurde die Zahlung der Patentgebühren für die europäischen Patente eingestellt, so dass im Zeitraum September 2013 bis April 2014 alle europäischen Patente erloschen.

## Auswirkungen auf die Popularität des Königs
Der fon luang ist bis heute für viele Thailänder eines der größten Verdienste von König Bhumibol. In fast allen Hommagen kommt der königliche Regen vor, die im Kino vor dem Hauptfilm abgespielten Spots mit der Königshymne beginnen immer mit dem Blick auf ausgedorrten Boden, auf den Regen fällt, wonach das Bild des Königs erscheint. Der Regen ist auch ein Symbol des Königs für das Wohlergehen seines Landes und seiner Untertanen.